# ديفيد ألان ميلر
ديفيد ألان ميلر (بالإنجليزية: David Alan Miller)‏ هو موزع أمريكي، ولد في 1962 في لوس أنجلوس في الولايات المتحدة.

## وصلات خارجية
- الموقع الرسمي
- ديفيد ألان ميلر على موقع ميوزك برينز (الإنجليزية)
- ديفيد ألان ميلر على موقع أول ميوزيك (الإنجليزية)
- ديفيد ألان ميلر على موقع ديسكوغز (الإنجليزية)